# Holt McCallany
Holt McCallany (* 3. September 1963 in New York City als Holt Quinn McAloney) ist ein US-amerikanischer Schauspieler.

## Leben und Leistungen
Holt McCallany ist der Sohn der Schauspielerin und Sängerin Julie Wilson, sein Vater war der Schauspieler und Produzent Michael McAloney (verstorben am 16. Mai 2000 in New Jersey). McCallany wuchs in Nebraska auf. Er besuchte eine Schule in Irland, später nahm er Schauspielunterricht in Paris. McCallany debütierte in dem Theaterstück Biloxi Blues.
McCallany spielte seine erste Filmrolle im Jahr 1987 in dem Horrorfilm Creepshow 2. In dem Actionfilm Projekt: Peacemaker trat er an der Seite von George Clooney und Nicole Kidman auf. 2001 spielte er in dem Thriller Neben der Spur die Rolle von Henri Brulé, einem Ex-Häftling, der seine Bewährungshelferin Jenny Capitanas (Jennifer Beals) verführt. In dem Horrorfilm Below übernahm er 2002 eine größere Rolle.
In der Fernsehserie CSI: Miami spielte er von 2003 bis 2005 die Rolle des Detective John Hagen. Danach hatte er in diversen Fernsehserien wie Law & Order: Special Victims Unit, Heroes und CSI: Den Tätern auf der Spur Gastauftritte. In der Serie Mindhunter spielte er eine der Hauptrollen.

## Filmografie (Auswahl)
- 1987: Creepshow 2
- 1989: Die Verdammten des Krieges (Casualties of War)
- 1992: Alien 3
- 1997: Projekt: Peacemaker (The Peacemaker)
- 1999: Fight Club
- 1999: Three Kings – Es ist schön König zu sein (Three Kings)
- 2000: Men of Honor
- 2001: Neben der Spur (Out of Line)
- 2002: Below
- 2003–2005: CSI: Miami (Fernsehserie, 11 Folgen)
- 2005: Monk (Fernsehserie, Folge 2x11)
- 2006: Alpha Dog – Tödliche Freundschaften (Alpha Dog)
- 2007: Criminal Minds (Fernsehserie, Folge 2x17)
- 2007: Rise: Blood Hunter (Rise)
- 2007: Heroes (Fernsehserie, 4 Folgen)
- 2007–2008: Criminal Intent (Fernsehserie, 2 Folgen)
- 2008: 8 Blickwinkel (Vantage Point)
- 2009: A Perfect Getaway
- 2010: The Losers
- 2011: Lights Out (Fernsehserie, 13 Episoden)
- 2012: Hijacked
- 2012: Shootout – Keine Gnade (Bullet to the Head)
- 2013: Gangster Squad
- 2013: Crush
- 2013: Golden Boy (Fernsehserie, 13 Episoden)
- 2014: The Ganzfeld Haunting
- 2014–2015: Blue Bloods – Crime Scene New York (Blue Bloods, Fernsehserie, 5 Episoden)
- 2015: Run All Night
- 2015: Blackhat
- 2015: The Perfect Guy
- 2015: Erschütternde Wahrheit (Concussion)
- 2016: Sully
- 2016: Jack Reacher: Kein Weg zurück (Jack Reacher: Never Go Back)
- 2016: Monster Trucks
- 2017: Shot Caller
- 2017: Justice League
- 2017–2019: Mindhunter (Fernsehserie, 19 Folgen)
- 2018: Beyond White Space – Dunkle Gefahr (Beyond White Space)
- 2020: Greenland
- 2021: Cash Truck (Wrath of Man)
- 2021: The Ice Road
- 2021: Nightmare Alley
- 2023: Foundation (Fernsehserie, 2 Folgen)
- 2023: The Iron Claw
- 2024: The Lincoln Lawyer (Fernsehserie, 8 Folgen)
- 2025: The Amateur
- 2025: Mission: Impossible – The Final Reckoning
- 2025: The Waterfront